# Rima Hassan
Rima Hassan (en arabe : رِيمَا حَسّان, Rīmā Ḥassān), née le 28 avril 1992 dans le camp de réfugiés palestiniens de Neirab, près d'Alep (Syrie), est une femme politique et juriste française.
Née apatride et réfugiée palestinienne, elle arrive en France vers l'âge de dix ans, et s'installe avec sa famille à Niort dans les Deux-Sèvres. Après avoir acquis la nationalité française en 2010, elle obtient un master en droit international public à l'université Panthéon-Sorbonne. Elle vit également en Jordanie.
Rima Hassan fonde en 2019 l'Observatoire des camps de réfugiés, une organisation non gouvernementale consacrée à l'étude et la protection des camps de réfugiés dans le monde. En 2023, elle fonde le collectif Action Palestine France et rejoint le parti "La France insoumise" en vue des élections européennes de 2024, à l'issue desquelles elle est élue députée européenne le 9 juin 2024. Elle milite régulièrement pour un État-binational israélo-palestinien. Ses prises de position sur le Hamas et les conflits dans le Moyen-Orient sont à l'origine de nombreuses polémiques.

## Biographie

### Famille et origines
Rima Hassan Mobarak naît le 28 avril 1992 dans le camp de réfugiés palestiniens de Neirab, près d'Alep en Syrie,. Il s'agit du plus grand camp de réfugiés palestiniens du pays, et aussi du plus pauvre,.
Elle est la dernière de six enfants. Sa mère, Nabiha (1958-2021), est institutrice, et son père, Ahmad, est un ancien mécanicien de l'armée de l'air syrienne. 
Ses grands-parents paternels, originaires du village palestinien d'Al-Birwa (aujourd'hui en Israël), sont forcés à l'exil vers la Syrie lors de la création d'Israël en mai 1948, pendant la Nakba. Sa grand-mère maternelle — issue d'une famille de notables syriens, les Hananou — épouse un réfugié palestinien communiste de Salfit, ce qui l'incite à abandonner son héritage et à s'installer avec lui dans le camp.

### Jeunesse et études
Les relations du couple de ses parents étant très conflictuels, sa mère quitte le camp peu après sa naissance et parvient à émigrer en France, où elle rejoint une de ses sœurs. Elle tente ensuite pendant huit ans de retrouver ses enfants.
Elle y parvient, et ainsi, en 2002, à l'âge de dix ans, Rima Hassan arrive à Niort, dans les Deux-Sèvres, où elle rejoint sa mère, avec sa sœur et ses quatre frères,,. L'appartement familial est situé dans une HLM du quartier défavorisé de Clou-Bouchet. Elle est élue au Conseil municipal d'enfants en 2003, à Niort. Elle y étudie à l'école primaire Ernest Pérochon. Durant cette période, sa mère travaille comme femme de ménage, puis dans des restaurants. Elle milite à l'Association France Palestine Solidarité, mais aussi au Parti socialiste, puis au Parti de gauche. Sa langue maternelle étant l'arabe, elle raconte avoir été reléguée au fond de la classe à l'école parce qu'elle ne parlait pas français, et y avoir subi des brimades racistes de la part d'autres élèves.
Elle obtient en 2011 un baccalauréat scientifique au lycée de la Venise Verte.
Apatride depuis sa naissance, elle est naturalisée française en 2010,,,,. Dès sa majorité, elle cherche à se rendre en Palestine en passant par Tel Aviv-Jaffa, pour « découvrir enfin la terre de ses aïeux » mais elle est empêchée d'embarquer à l'aéroport de Paris-Charles-de-Gaulle après une intervention des autorités israéliennes auprès de la compagnie aérienne.
Après ces événements, tout en travaillant dans une pizzeria, elle poursuit des études de droit et obtient une licence, après avoir passé deux années à l'université d'Évry, puis une à l'université de Montpellier, en 2014. Elle part au Liban pendant un an et à son retour en France termine son master à l'université Panthéon-Sorbonne en 2016. Dans son mémoire de master, en droit international, elle s'intéresse à la comparaison juridique entre l'Afrique du Sud et Israël concernant leur politique d'apartheid,.
Pendant ses études, elle montre un intérêt particulier pour la philosophie et participe régulièrement à des cafés philosophiques. Durant sa licence, elle distribue dans les amphithéâtres des listes de références sur le conflit israélo-palestinien qu'elle estime manquantes dans la bibliographie de ses enseignants.
Selon elle, qu'elle ait obtenu son diplôme à Panthéon-Sorbonne est une grande fierté pour sa mère, car on « aurait entendu parler » de ce diplôme jusque dans le camp de Neirab.

### Engagements et parcours professionnel
Rima Hassan intègre l'Office français de protection des réfugiés et apatrides en  2016 puis, au bout de dix-huit mois, travaille à la Cour nationale du droit d'asile (CNDA), pendant six ans et jusqu'en 2023. En 2019, elle fonde l'ONG Observatoire des camps de réfugiés,,,. Le 20 juin 2020, elle intervient lors d'une table ronde organisée par Emmaüs France à l'occasion de la journée mondiale des réfugiés.
La délégation interministérielle à l'accueil et à l'intégration des réfugiés lui consacre un portrait en 2022 en tant que « Femme inspirante »,. Cette même année, elle revisite dans un podcast, avec d'autres intervenants, la notion de « fraternité » de la devise française Liberté, Égalité, Fraternité.
Le 3 février 2023, elle intervient au Sénat pour le colloque « Israël-Palestine, état des lieux » organisé par la sénatrice de Paris, Esther Benbassa, L'Histoire et le Centre de recherche français à Jérusalem,. Son intervention traite de la question de l'apartheid dans la société israélienne.
Après l'attaque du Hamas contre Israël d'octobre 2023 et l'invasion israélienne qui s'ensuit, elle interrompt son contrat avec la CNDA et renonce à un poste de chargée de plaidoyer sur les questions de migration proposé par Amnesty International. À la place, elle part en pèlerinage dans le camp de réfugiés palestiniens de Neirab, près d'Alep, où elle est née, « afin d'être proche de son peuple » et crée le collectif Action Palestine France sur Telegram.
Son contrat de conseil avec L'Oréal sur la diversité et les enjeux de l'insertion des réfugiés est suspendu en novembre 2023.
Lors du festival Jaou Tunis d'octobre 2024, organisé par la Fondation Kamel Lazaar, Rima Hassan présente son projet photographique « Nakba Survivor », une série de portraits de Palestiniens en Jordanie, en Syrie et au Liban. Cette exposition suscite l'inquiétude d'une partie de la communauté juive tunisienne.
Selon Le Point, Rima Hassan prépare son autobiographie (aux Éditions des Équateurs) et bénéficie pour ce faire d'une aide financière de la Fondation Kamel Lazaar.

#### Flottille de la liberté pour Gaza2025
Le 1er juin 2025, elle participe à une mission humanitaire à destination de Gaza aux côtés de onze militants de diverses nationalités — dont Greta Thunberg — visant à apporter une aide à la population locale et à attirer l'attention des médias et de l'opinion publique sur le blocus de l'aide humanitaire imposé par Israël, qui crée une famine à Gaza. Dans la nuit du 8 juin au 9 juin, le bateau est arraisonné par l'armée israélienne dans les eaux internationales, en violation du droit maritime,. Rima Hassan est transférée en Israël. Durant sa détention, elle refuse de signer un document qui « stipulerait, s'il est parafé, une reconnaissance du caractère illégal de l'opération humanitaire menée par le bateau et un engagement à ne plus fouler le sol israélien pour une durée de 100 ans ». Elle est expulsée le 12 juin,,.

## Parcours politique

### Députée européenne (depuis2024)
En août 2023, elle participe aux journées d'été organisées par Les Écologistes (EELV), aux côtés du rappeur Médine et de la députée Clémentine Autain.
Lors des élections européennes de 2024, Rima Hassan rejoint la liste de La France insoumise où elle figure en septième place,, après avoir été aussi approchée pour figurer sur la liste écologique en position non éligible,. Elle explique son engagement politique sur la liste insoumise par l'« urgence à agir politiquement maintenant » sur la situation dans la bande de Gaza. Son intégration au mouvement est notamment facilitée par des contacts avec le député David Guiraud et le journaliste Taha Bouhafs. Selon Le Monde, elle bénéficie du soutien ostensible de Jean-Luc Mélenchon, qui s'affiche avec elle à plusieurs reprises. Le 9 juin 2024, elle est élue députée européenne.
Le groupe de la Gauche au Parlement européen la propose comme vice-présidente de la sous-commission des droits de l'homme mais François-Xavier Bellamy utilise ses relations pour bloquer son élection à ce poste en l'accusant d'« antisémitisme ». En réaction, elle publie sur X : « Pour le moment, François-Xavier Bellamy et ses petits copains, proches du régime génocidaire israélien, dorment bien la nuit. Ça ne va pas durer. » ainsi que ce commentaire à l'attention de Bellamy : « La lâcheté qui vous anime ici est la même que celle qui est dans votre regard vide et fuyant quand je vous croise dans les couloirs du Parlement européen. Tremblez. Ce n'est que le début. ». Bellamy porte plainte pour « menace et incitation à commettre un crime ou un délit contre un élu », estimant qu'elle l'a « désigné nommément à la vindicte des milieux islamistes ». Rima Hassan porte à son tour plainte en réponse pour « diffamation publique et dénonciation calomnieuse ».
En août 2024, Rima Hassan participe à une manifestation à Amman, en Jordanie. Les manifestants y affichent clairement leur soutien au Hamas : dans des vidéos qu'elle publie elle-même sur son compte Instagram, on peut voir plusieurs pancartes brandies par la foule rendant hommage au chef politique du Hamas, Ismaël Haniyeh ou encore un étendard des brigades Izz al-Din al-Qassam, la branche armée du Hamas. Certaines personnes portent aussi le bandeau vert du Hamas, porté notamment par les attaquants du 7 octobre,. Une cinquantaine de députés du groupe Renaissance envoient alors un signalement à la justice et demandent à la présidente du Parlement européen la levée de l'immunité parlementaire de Rima Hassan. Là encore elle porte à son tour plainte en réponse pour « diffamation publique et dénonciation calomnieuse »,.
Selon Le Monde, un des reproches faits à Rima Hassan est de s'exprimer « plutôt en tant que Palestinienne que comme une élue française » et d'agir « plus en activiste qu'en politique » au Parlement européen. Plusieurs rappels à l'ordre lui sont adressés lorsqu'elle se présente avec son keffieh sur les épaules au pupitre.
Le 23 janvier 2025, elle vote contre une résolution du Parlement européen condamnant l’arrestation et la détention de l'écrivain Boualem Sansal. Elle justifie cette prise de position par l'instrumentalisation du cas de l'écrivain franco-algérien par la droite et l'extrême droite française dans les relations entre l'Algérie et la France. Son vote, alors que l'ensemble des députés européens français en dehors du groupe de la Gauche au Parlement européen ont donné leur voix en faveur de la résolution, est critiqué dans la classe politique française, et est qualifié de « honte » par Raphaël Glucksmann,,.

## Prises de position

### Conditions de vie des réfugiés et accueil des migrants
En mai 2020, elle s'inquiète auprès de l'Agence France-Presse des effets sanitaires et sécuritaires de la pandémie de Covid-19 qui affectent la situation des camps de réfugiés. En septembre 2020, elle intervient au sein d'un collectif et d'associations pour appeler le gouvernement français et les élus locaux à se mobiliser pour accueillir des réfugiés et ainsi permettre d'améliorer la situation humanitaire du camp de Mória, en Grèce.

### Conflit israélo-palestinien
Rima Hassan défend la création d'un État binational démocratique en résolution au conflit israélo-palestinien,,. Elle écrit ainsi en novembre 2023 qu'« il n'y aura pas de solution à deux États », et que « la solution, c'est un État binational démocratique et laïc. » S'expliquant par la suite, elle précise « rêver » d'un État binational avec coexistence pacifique des Palestiniens et Israéliens, et être favorable dans un premier temps à la solution à deux États,, solution défendue par son mouvement La France insoumise.
Selon Le Monde, Rima Hassan « appartient à une génération qui ne croit plus à la solution des deux États, depuis l'échec des accords d'Oslo, signés en 1993 ». Elle estime que l'intensification de la colonisation israélienne en Cisjordanie depuis les années 1990 a morcelé le territoire palestinien et ne permet plus à un État palestinien d'exister : « La clé, c'est le renoncement à la solution des États au profit de la revendication d'égalité de droit pour tous, du fleuve [Jourdain] à la mer [Méditerranée]. » Elle défend également le droit au retour des réfugiés palestiniens.
Elle utilise le slogan « du fleuve à la mer » — slogan politique propalestinien, antisioniste et anticolonialiste, —  dont elle explique qu'il « existe depuis très longtemps, n'a historiquement absolument rien à voir avec le Hamas. » Déplorant le fait que les Palestiniens ayant été expulsés de leur pays natal ne puissent plus y retourner, elle reprend en France l'usage du terme apartheid pour qualifier l'oppression d'Israël à l'égard des Palestiniens, terme fréquemment utilisé par les ONG de défense des droits humains,.

### Guerre à Gaza
Dès le début en octobre 2023 de la guerre à Gaza, elle affirme à la suite des attaques du Hamas qu'il est « moralement inacceptable de se réjouir de la mort de civils, », mais qu'elle refuse l'injonction « politico-médiatique » à « transformer [cette] empathie naturelle en un soutien à l'État d'Israël ».
Elle condamne tout autant « les crimes de guerre du Hamas », « l'impunité d'Israël », et le « génocide » des Palestiniens,. Après deux interventions en ce sens dans Mediapart et Blast, elle reçoit de nombreuses menaces de mort,.
En raison de ses prises de position contre la politique d'Israël, Rima Hassan se voit refuser l'entrée en Israël le 24 février 2025 et refoulée dès son arrivée à Tel-Aviv, avec la délégation du Parlement européen dont elle fait partie,.
En juin 2025 est la victime dans une rue du 10e arrondissement de Paris de menaces racistes de la part de deux agents immobiliers du réseau ORPI, l'un d'eux l'invectivant d'un « Am Israel Chai (en), on va te la brûler ta Palestine » ; ORPI les licencie sur le champ et présente ses excuses,,,,. En représailles pour ces licenciements, ORPI est victime de menaces, de cyberharcèlement et d'incendies de ses agences,.

### Relations avec l'Algérie
Durant l'entre-deux-tours des élections législatives de 2024 en France qui suivent les élections européennes, alors qu'elle se trouve sur place, elle affirme que « l'Algérie est et restera la Mecque des révolutionnaires et de la liberté », en référence à la guerre d'indépendance algérienne (1954-1962), et déclare : « J'ai trouvé avec l'Algérie ce que je ne peux pas encore embrasser : un chez-moi »,. Selon Le Point et L'Express, cette position fait débat au sein de la diaspora algérienne en France,.

## Distinction
En août 2023, le magazine Forbes la classe dans les « 40 femmes d'exception qui ont marqué l'année et qui ont fait rayonner la France à l'international »,.

## Polémiques

### Controverse liée au classementForbes
En janvier 2024, la nomination de Rima Hassan dans un classement établi par Forbes, est contestée par Yonathan Arfi, le président du Conseil représentatif des institutions juives de France (CRIF) qui l'accuse de « justifier les exactions du 7 octobre » du Hamas,, et par l'animateur Arthur qui lui reproche de « faire l'apologie du terrorisme ». À la suite de cette polémique, Forbes annule la cérémonie de remise des prix.
Les déclarations d'Arthur et du CRIF se fondent sur neuf secondes tweetées fin janvier, par des internautes, extraites d'une vidéo de deux minutes diffusée le même jour dans la story Instagram du média Le Crayon. Cette vidéo de deux minutes servait de teaser à une interview d'1 h 30, qui ne sera jamais diffusée en raison de la polémique. Dans cet extrait, Rima Hassan doit répondre par « vrai » ou « faux » à des affirmations polémiques : elle répond « vrai » à la question « Le Hamas mène une action légitime ? » et « faux » à la question « L'État d'Israël a un droit de défense ? ». Rima Hassan demande la diffusion de l'interview en intégralité « de façon à ce qu'elle puisse partager la réflexion qui était la sienne et démentir les attaques menées contre elle ». Selon le rédacteur en chef du média, l'extraction de ces quelques secondes du teaser était « hors contexte » et réalisée sans leur accord. Durant l'intégralité de l'entretien, Rima Hassan qualifie de « terroriste » l'action de massacre du Hamas et ne juge « légitime » que les actions « non violentes » de ce groupe, vainqueur des élections législatives palestiniennes de 2006, pour dénoncer comme « illégitime » son attaque du 7 octobre et tout autre crime. Par ailleurs, elle rappelle que dans sa résolution du 30 novembre 1973, l'Assemblée générale des Nations unies réaffirme « la légitimité de la lutte des peuples pour l'indépendance, l'intégrité territoriale et la libération de la domination coloniale et étrangère et de l'emprise étrangère par tous les moyens en leur pouvoir, y compris la lutte armée »,.
Selon Rima Hassan, l'attaque d'Arthur montre « le sexisme et le racisme de ce boomer » et elle décide de porter plainte contre lui pour diffamation.

### Positions sur la Syrie
Son voyage en Syrie en janvier 2024, alors dirigée par Bachar el-Assad, est critiqué par ses opposants qui soulignent la difficulté d'accès à ce pays, selon Le Point, pour les citoyens français sans connexions avec le régime,. Rima Hassan le justifie comme étant principalement personnel, évoquant le décès de sa mère en 2021 et son besoin de revoir son père qu'elle n'avait pas vu depuis vingt ans. Ce séjour a également un objectif littéraire lié à son projet d'autobiographie pour les Éditions des Équateurs. Questionnée par Le Monde sur les conditions d'entrée dans le pays, elle affirme avoir obtenu son visa à la frontière libanaise avec son passeport français et sa carte de réfugiée palestinienne. Après la chute d'Assad en décembre 2024, elle publie un message de soutien à la révolution syrienne sur les réseaux sociaux.

### Auditions libres à la suite de plaintes pour «apologie du terrorisme»
Dans le cadre d'une plainte pour apologie du terrorisme déposée par l'Organisation juive européenne, elle est convoquée par la police judiciaire le 30 avril 2024 pour des propos tenus à l'automne 2023 ; elle se dit « sereine » mais dénonce les « lobbyistes pro-israéliens » à l'origine de la plainte, « les pressions politiques visant à compromettre [sa] liberté d'expression [à] un moment politique crucial pour l'avenir des Français » — les élections européennes — et reproche au gouvernement de ne pas faire « barrage à ces dizaines de procédures »,,.
Le 30 décembre 2024, l'Observatoire juif de France dépose une plainte contre Rima Hassan pour « apologie du terrorisme » après un tweet dans lequel elle affirme que « si les Franco-Israéliens sont autorisés à servir dans l'armée israélienne tout en jouissant des acquis de la double nationalité alors tout Franco-Palestinien doit pouvoir rejoindre la résistance armée palestinienne dont la légitimité est reconnue par les résolutions des nations unies… » faisant référence à la résolution du 30 novembre 1973 de l'Assemblée générale de l'ONU. Rima Hassan accuse l'Observatoire juif de France d'être « toujours le même réseau de propagande du régime israélien ».

### Propos concernant le Hamas
En février 2025, Rima Hassan qualifie sur Sud Radio l'action du Hamas de « légitime du point de vue du droit international » et évoque « un droit à résister contre une occupation étrangère », tout en condamnant les prises d'otages, les massacres et diverses exactions commises lors de l'attaque du 7 octobre 2023, qu'elle qualifie de crimes de guerre. Ces propos suscitent l'indignation à droite, chez les socialistes et dans le parti présidentiel. Le ministre de l'Intérieur, Bruno Retailleau, fait un signalement au procureur de la République pour « apologie du terrorisme »,,. Plusieurs dirigeants politiques, dont deux ministres du gouvernement Bayrou, ont réclamé sa déchéance de nationalité.